# Конвенција (политичка норма)
Конвенција (позната и као уставна конвенција) је некодификована традиција коју следе институције државе. У неким државама, посебно у оним државама Комонвелта нација које следе Вестминстерски систем и чији политички системи потичу из британског уставног права, већина владиних функција је вођена уставном конвенцијом, а не формалним писаним уставом. У овим државама, стварна расподела моћи може бити значајно другачија од оних које описују формални уставни документи. Конкретно, формални устав често даје широка дискрециона овлашћења шефу државе која се у пракси користе само по савету шефа владе, а у неким случајевима уопште не.
Неке уставне конвенције функционишу одвојено од писаних устава или поред њих, као на пример у Канади од када је земља формирана доношењем Уставног закона из 1867. године. У другим земљама, посебно у Уједињеном Краљевству, којима недостаје један свеобухватни уставни документ, неписане конвенције су и даље од виталног значаја за разумевање како држава функционише. У већини држава, међутим, многе старе конвенције су замењене или замењене законима (која се назива кодификација).
Историјски ентитети су често имали снажан нагласак на уставној конвенцији. На пример, устав Римске републике је кодификован релативно касно у свом развоју и ослањао се у свом функционисању на традиције и заједнички морални кодекс зван мос маиорум. У Светом римском царству таква важна питања као што је то ко је могао изабрати цара била су потпуно некодификована пре Златне буле из 1356. године и остала су подложна одређеном степену тумачења и касније.

## Дефиниције
Термин је први употребио британски правник Еј Ви Диси у својој књизи из 1883. Увод у проучавање уставног права. Диси је написао да се у Британији поступцима политичких актера и институција управљају два паралелна и комплементарна скупа правила:
Један скуп правила су у најстрожем смислу „закони“, пошто су то правила која (било да су писана или неписана, било да су донесена статутом или изведена из масе обичаја, традиције или максима које је створио судија) знају као обичајно право) спроводе судови.... Други скуп правила састоји се од конвенција, схватања, навика или пракси које — иако могу регулисати понашање неколико чланова суверене власти, министарства или других званичника — заправо нису закони, јер су не спроводе судови. Овај део уставног права може се, ради разлике, назвати „конвенцијама устава“, или уставним моралом.
Век касније, канадски научник Питер Хог је написао:
Конвенције су правила устава која се не спроводе од стране судова. Пошто их не спроводе судови, најбоље их је сматрати неправним правилима, али зато што у ствари регулишу рад устава, важна су брига уставног правника. Оно што конвенције раде јесте да прописују начин на који ће се вршити законска овлашћења. Неке конвенције имају ефекат преноса ефективне моћи са правног носиоца на другог званичника или институцију. Друге конвенције ограничавају наизглед широка овлашћења, или чак прописују да се законско овлашћење уопште не примењује.

## Порекло
Уставне конвенције настају када вршење одређене врсте власти, која није законом забрањена, изазове такво противљење да је у будућим приликама немогуће упустити се у даље вршење ове власти. На пример, уставна конвенција да премијер Уједињеног Краљевства не може да остане на функцији без подршке већине чланова Доњег дома произилази из неуспешног покушаја министарства Роберта Пила да влада без подршке већину у Дому, 1834–1835.

## Извршност на судовима
Уставне конвенције не спроводе и не могу се спроводити од стране судова. Примарни разлог за то, према Врховном суду Канаде у својој Референци о отаџбини из 1981. године, је тај што су „они генерално у супротности са правним правилима која постулирају и судови могу бити обавезни да спроводе законска правила“. Тачније, конвенције чине недозвољеним у пракси одређене радње, које би биле дозвољене при директном читању закона. Суд је пресудио да овај сукоб између конвенције и закона значи да ниједна конвенција, без обзира на то колико је добро успостављена или универзално прихваћена, не може да се „кристалише“ у закон, осим ако релевантни парламент или законодавно тело не донесе закон или уставни амандман који кодификује ту конвенцију. Овај принцип се сматра мјеродавним у бројним другим јурисдикцијама, укључујући УК.
Неке конвенције се развијају или мењају током времена. На пример, пре 1918. британски кабинет је тражио распуштање парламента од монарха, а премијер је пренео захтев. Између 1918. и 2011. премијери су тражили распуштање на сопствену иницијативу и нису били обавезни да консултују чланове Кабинета (иако би, у најмању руку, било необично да Кабинет није био свестан премијера намера министра). Премијер Риши Сунак је 2024. наводно најавио своју намеру да одржи превремене изборе у јулу 2024, а да није ни обавестио већину свог кабинета пре објаве.
Међутим, конвенције се ретко крше. Осим ако не постоји општа сагласност о кршењу, особа која крши конвенцију је често жестоко критикована, у приликама које доводе до губитка поштовања или подршке јавности.

## Примери

### Аустралија
- Ко год може да има већину у Представничком дому, има право да од њега генерални гувернер затражи да формира владу и преузме титулу премијера.
- Генерални гувернери увек поступају по савету свог премијера или другог релевантног министра у вези са одређеним овлашћењима која могу да врше.
- Актуелни премијер који изгуби на изборима саветоваће генералног гувернера да именује лидера веће странке за премијера, тако да генерални гувернер не мора да делује сам.
- Државни премијери дају савете гувернерима држава за изборе за савезни сенат, као одговор на савет премијера генералном гувернеру да распише изборе за Савезни Представнички дом.
- Гувернери држава добијају неактивну комисију да управљају Комонвелтом ако генерални гувернер није у могућности.
- Поткраљевски службеници се понашају на политички неутралан начин.

Ниједна конвенција није апсолутна; све осим једне (друге) од горе наведених конвенција занемарене су уочи или током уставне кризе 1975. године.
Игнорисање уставних конвенција не доводи увек до кризе. После државних избора у Тасманији 2010. године, гувернер Тасманије је одбио савет свог премијера да именује лидера опозиције за премијера јер је сматрао да је савет дат у лошој намери. Премијер је наставио са формирањем нове владе.

### Босна и Херцеговина
- Шест чланова Уставног суда Босне и Херцеговине, које бирају парламенти ентитета Босне и Херцеговине, треба да буду изабрани на начин да се успостави национална равнотежа, „конститутивних народа“, у Суду (два Бошњака, два Хрвата и два Србина), иако Устав не предвиђа овај услов.
- Предсједавајући савјета министара Босне и Херцеговине у сваком новом мандату (успостављање „ротације“) треба да буде друге националности, иако то није формално регулисано.
- Влада ентитета треба да обавијести владу Босне и Херцеговине о својој намјери да успостави посебне паралелне односе са сусједним државама, укључујући преговоре. Такође, о свакој таквој намјери треба обавијестити Високог представника, посебно ако постоји документ који треба потписати између странака, иако Устав не предвиђа овај захтјев

### Канада
- Премијер ће тражити од генералног гувернера да распише изборе након пораза владе гласањем о поверењу или новцу. Ова конвенција је прекршена 1968. године када је владајућа мањинска влада Лестера Б. Пирсона неочекивано изгубила новчано гласање. Све странке у парламенту, које нису биле спремне за ванредне изборе, сложиле су се да донесу ретроактивно резолуцију којом се проглашава да изгубљени новац није питање поверења.[8]
- Иако се помиње у разним уставним документима, прецизна природа функције премијера функционише углавном према схваћеним, некодификованим британским конвенцијама.
- Врховни суд Канаде је, по статуту (Закон о Врховном суду), састављен од три судије из Квебека и шест са било ког места у Канади (укључујући Квебек). То је зато што Квебек користи грађанско право, а не систем обичајног права који се користи другде у Канади; неопходно је да има веће од најмање три судије за разматрање грађанскоправних предмета. По конвенцији, преосталих шест позиција су подељене на следећи начин: три из Онтарија; две из западних провинција, обично једна из Британске Колумбије и једна из преријских провинција, које се међусобно ротирају (иако је познато да Алберта узрокује прескакање у ротацији); и један из атлантских провинција, скоро увек из Нове Шкотске или Њу Брунсвика. Именовање највишег пуисне правосуђа за врховног судију је конвенција која је недавно престала да се користи.

### Чиле
Према чилеанском уставу из 1925. године, председник је биран апсолутном већином гласова; ако ниједан кандидат не освоји апсолутну већину, Национални конгрес би одржао контингентне изборе између два најбоља кандидата. Развила се уставна конвенција да би Конгрес увек бирао кандидата са највећим бројем гласова на контингентним изборима. У телевизијском интервјуу уочи председничких избора у Чилеу 1964. године, председнички кандидат (и евентуални победник) Едуардо Фреи Монталва подржао је ову конвенцију. Међутим, ова конвенција је скоро прекинута 1970. године, где је кандидат социјалиста Салвадор Аљенде, самопроглашени марксиста, освојио највише гласова; тако су контингентни избори постали бојно поље између две велике силе Хладног рата, при чему су Сједињене Државе покренуле кампању да спрече Аљендеов избор од стране Конгреса, док је Совјетски Савез дао подршку Аљендеу. Иако је Аљенде на крају изабран на контингентним изборима, касније је свргнут од стране војске 1973. године ; под војним режимом Аугуста Пиночеа, који је наследио Аљендеа, нови устав је усвојен 1980. године, који је заменио контингентне изборе другим кругом гласања, чиме је конвенција постала застарела.

### Комонвелт
- Генерални гувернер се именује по савету премијера тог дана, становник је земље коју ће представљати и може бити одмах разрешен по савету премијера (изузеци су Папуа Нова Гвинеја и Соломонова Острва, где генералног гувернера бира парламент, а затим га формално именује монарх, и Уједињено Краљевство, које нема намесника канцеларија). Међутим, у Канади, покрајински потгувернери се именују по савету савезног премијера, а не премијера покрајине.[10]
- Ни монарх ни генерални гувернер неће учествовати у политичком процесу осим ако не постоји екстремна околност која заслужује употребу резервних овлашћења, или када је понуђени савет у супротности са утврђеном конвенцијом.
- Ни монарх ни генерални гувернер неће држати страначке говоре нити износити страначка мишљења. Ову конвенцију је 1975. прекршио Сер Колин Хана, гувернер Квинсленда, који је позвао на пораз Витламове владе. Краљица је, на Витламов савет, опозвала Ханину неактивну комисију да делује као администратор Комонвелта Аустралије, а Министарство спољних послова и Комонвелта је касније одбило захтев премијера Квинсленда да саветује краљици да именује Хану на други мандат за гувернера (Године 1975. гувернери аустралијских држава и даље су именовани по савету министара УК).

### Данска
- Дански устав се помиње краља веома детаљно. Осим што се под тим подразумева и владавина краљице, под појмом краља који делује у политичком својству подразумева се и премијер, пошто Устав предвиђа да краљ своја овлашћења врши преко кабинета.
- Према Уставу, сви јавни расходи морају бити предвиђени у годишњем новчаном рачуну или привременим новчаним рачунима. Међутим, иако то није предвиђено Уставом, према уставном обичају, парламентарни одбор за буџет има овлашћење да одобри привремене издатке, без обзира на то што такви расходи нису формално укључени у буџет (такви грантови се, међутим, тада означавају за усвајање). у следећем предстојећем новчаном рачуну).

### Француска
Ако председник Народне скупштине, председник Сената или 60 посланика или 60 сенатора тврде да је управо донети статут неуставан, председник Републике не потписује закон и чека да се упути петиција Уставни савет.

### Немачка
- Немачки Основни закон не предвиђа формални механизам самораспуштања парламента. Канцеларка се може избацити са функције само конструктивним изгласавањем неповерења, које се истовремено супротставља актуелном канцелару и предлаже замену. Међутим, ванредни избори одржани су 1972., 1983. и 2005. године тако што је канцелар намерно изгубила поверење, а затим затражила од председника да распусти Бундестаг – захтев који је одобрен у сваком случају, али је био контроверзан 2005.[11][12][13]
- Председник Немачке није у обавези да се одрекне свог политичког опредељења, али од оснивања Савезне Републике 1949. године сви председници су пустили своје партијско чланство да „одмара“ за време свог мандата. Јоаким Гаук није био члан ниједне странке чак ни пре ступања на дужност. ХДУ/ХСУ и СПД су прећутно одобрили чланство у партији за председнике који су били чланови или њихове странке иако њихова страначка правила и акти не предвиђају такав механизам.[14]
- Слично одредбама о монархима у многим парламентарним монархијама, Основни закон формално даје председнику овлашћења која се врше „по савету“ парламента или владе која у пракси никада не врши председник без јасног упутства тих тела.
- Основни закон само прецизира како се канцелар бира, а не ко има право. Са једним изузетком (Курт Георг Кизингер), сви канцелари до сада су били чланови Бундестага, иако то није услов за избор или функцију. Слично томе, функција „кандидата за канцелара“ коју обично предлажу велике странке (СПД и ЦДУ/ЦСУ, али и ФДП 2002. и Зелени 2021.) нема правну релевантност и није законски предуслов за избор за канцелара.
- Практично сва царинска и неформална правила у вези са коалиционим споразумима заснивају се на конвенцији, а не на формалним правилима. Неки су чак у очигледном сукобу са текстом устава. Коалициони одбор за који је први пут признато да постоји током Првог Ерхардовог кабинета је метод решавања потенцијалних сукоба унутар владајуће коалиције који је критикован као „заобилажење“ парламента и кабинета као средства за дискусију и решавање таквих питања.[15][16][17]
- Избори за Бундестаг се обично одржавају на јесен, а више од половине (12 од 20) досадашњих избора одржава се у септембру. Само први избори 1949. (одржани у августу), ванредни избори 1972. (одржани у новембру) и 1983. (одржани у марту) и избори након поновног уједињења Немачке одржани у децембру 1990. плус избори 1987. (одржани у јануару) нису одржане ни у септембру ни у октобру.
- Закони које доноси Бундестаг ступају на снагу тек када их потпише председник. Иако је то обично само формалност, председник је више пута одбио да потпише закон на уставним основама у чекању на разматрање немачког Уставног суда – овај механизам је више заснован на преседану и обичајима него на слову закона, што председнику омогућава да ускрате свој потпис без икаквог разлога
- Председник Бундестага је члан највеће фракције, чак и ако је та фракција иначе у опозицији. Ово је једна од неколико уставних конвенција које су већ постојале за време Вајмарске републике и које се примењују и данас.

### Либан
- Либански устав каже да се председник Либана бира простом већином гласова у Парламенту Либана. Међутим, због деликатне етничке равнотеже у земљи, различите фракције у Парламенту обично покушавају да се договоре око кандидата за консензус.
- Према неписаном Националном пакту, председник увек мора бити маронитски хришћанин; премијер сунитски муслиман; председник парламента шиитски муслиман; и заменик председника грчке православне.

### Малезија
- На савезном нивоу, краљ поступа по савету премијера, осим у одређеним случајевима. На државном нивоу, одговарајући владар или гувернер поступа по савету свог главног министра.
- На савезном нивоу, премијер је лидер странке са апсолутном већином места у Деван Ракијату (Представнички дом) и стога ће највероватније имати подршку Деван Ракијата ; а исто тако и главни министар, лидер странке са апсолутном већином места у државном законодавном телу и стога највероватније има подршку таквог државног законодавног тела.
- Премијер би требало да буде члан Деван Ракијата.
- Председник Деван Ракијата председава Заједничком седницом парламента, где се краљ обраћа и Деван Негара (Сенат) и Деван Ракијат.

### Нови Зеланд
Постоји конвенција да премијер Новог Зеланда не треба да тражи превремене изборе осим ако није у стању да одржи поверење и снабдевање. До 1950-их, такође је постала конвенција да се избори одржавају последње суботе у новембру, или најближег датума овом распону. Има неколико пута када су ове конвенције прекршене и избори су одржани неколико месеци раније:
- Општи избори 1951: Сидни Холанд је расписао изборе да би добио мандат да би се суочио са спором око радова на доку. Влада је враћена на власт са повећаном већином; до овог тренутка спор је био решен.
- Општи избори 1984: Влада Роберта Мулдуна одржала је тесну већину од четири места у парламенту. Мулдун се надао да ће ојачати своје вођство, пошто су двојица клупе (Мерилин Воринг и Мајк Миноуг) претила побуном против владе у опозиционом антинуклеарном закону. Међутим, Варинг и Миногуе нису претили да ће блокирати поверење и снабдевање. Избори су били одлучујући пораз владе.
- Општи избори 2002: Хелен Кларк је расписала изборе након распада Алијансе, њених коалиционих партнера. Неки критичари су тврдили да влада још увек може да одржи поверење и снабдевање и да стога превремени избори нису били неопходни. Лабуристичка партија је остала на власти са два различита коалициона партнера.

### Норвешка
Због кључне улоге писаног устава из 1814. у обезбеђивању независности и успостављању демократије у 19. веку, норвешки парламент није био вољан да га мења. Неколико дешавања у политичком систему до којих је дошло од тада је кодификовано као амандмани. Ова невољност је означена као уставни конзервативизам. Два најважнија примера уставних конвенција у норвешком политичком систему су парламентаризам и опадање моћи краља.
- Парламентаризам је еволуирао од 1884. године и подразумева да кабинет мора да одржи подршку парламента (одсуство неповерења), али не мора да има његову изричиту подршку.
- Сви нови закони се доносе и све нове кабинете стога формира краљ на де јуре начин, иако не нужно у де фацто смислу.
- Према писаном уставу, кабинет (савет министара) именује краљ. Именовање нових кабинета од стране краља је формалност, а краљ није директно вршио извршна овлашћења од 1905. године.

### Шпанија
Велики део политичког оквира Шпаније је кодификован у шпанском уставу из 1978. године, који формализује однос између независне уставне монархије, владе и законодавног тела. Међутим, устав поставља монарха као „арбитра и модератора институција“ власти.
- Краљ предлаже кандидата да се кандидује за председника владе Шпаније, који се на енглеском понекад назива 'премијер'. Кандидат затим стоји пред Конгресом посланика и представља своју политичку агенду за предстојећи законодавни мандат, након чега следи гласање о поверењу кандидату и његовом дневном реду. Устав из 1978. дозвољава краљу да номинује свакога кога сматра потребним да се кандидује за гласање о поверењу све док се краљ претходно састане са лидерима политичких партија представљених у Конгресу. Међутим, краљ Хуан Карлос I је доследно номиновао лидера политичке странке који има већи број места у Конгресу посланика.
- Перцепција шпанске јавности да је монархија политички непристрасна у свом придржавању уставног протокола и конвенције, али истовремено штити јавно изражавање личних политичких ставова чланова краљевске породице. Изрази личних политичких ставова изражени у јавности укључују када су принц од Астурије и његове сестре протествовали против тероризма након бомбашких напада у Мадриду 2004. или када је краљица дала контроверзне политичке ставове током неформалног интервјуа.
- Уставом, Краљ именује двадесет чланова Генералног савета судства. Међутим, када се појави упражњено место, краљево именовање је уобичајено по савету тадашње владе. Поред тога, Краљ именује председника Врховног суда по савету Генералног савета судства.
- Према уставу из 1978. године, почасти и племићке титуле, као и цивилна и војна одликовања, додељује краљ као шеф државе. Међутим, у већини случајева од 1978. године, краљева именовања племићких титула супотписовала је председник владе Шпаније, при чему је грађанске награде предлагао председник, а војне награде је предлагала војска.

### Швајцарска
Следеће уставне конвенције су део политичке културе Швајцарске. Они вреде на федералном нивоу и углавном на кантоналном и комуналном нивоу. Углавном, они имају за циљ да помире демократски принцип већинске владавине са потребом постизања консензуса у нацији која је много хетерогена у многим аспектима од других националних држава.
- Влада је тело једнаких састављено у политичком сразмери са тежином различитих фракција у Парламенту ; ово ствара сталну велику коалицију. Већи део послератне ере, састав Савезног већа је био фиксиран магичном формулом.
- Чланови колективног органа, укључујући и савезну владу, у сваком тренутку поштују колегијалност, односно не критикују се јавно. Они такође јавно подржавају све одлуке колектива, чак и против сопственог мишљења или мишљења своје политичке странке. У очима многих посматрача, ова конвенција је постала прилично затегнута на савезном нивоу, барем после избора за Швајцарско савезно веће 2003. године.
- Председништво колективног тела, посебно владе, ротира се сваке године; председник је први међу једнакима.

### Уједињено Краљевство
Иако Уједињено Краљевство нема писани устав који је јединствен документ, збирка правних инструмената који су се развили у корпус закона познат као уставно право постоји стотинама година.
Као део овог некодификованог британског устава, уставне конвенције играју кључну улогу. То су правила која се поштују од стране различитих саставних делова иако нису написана ни у једном документу који има законска овлашћења; често постоје основни принципи спровођења који сами по себи нису формални и кодификовани. Без обзира на то, врло је мало вероватно да би дошло до одступања од таквих конвенција без доброг разлога, чак и ако је историјски принцип преотео темељни принцип примене, пошто ове конвенције такође добијају снагу обичаја. Примери укључују:
- Текстови већине међународних уговора излажу се парламенту најмање 21 дан пре ратификације („Понсонбијево правило“ из 1924. године). Ова конвенција је кодификована Законом о уставној реформи и управљању из 2010. године.
- Монарх ће прихватити и поступати по савету својих министара, који су за тај савет одговорни парламенту; монарх не игнорише тај савет, осим када врши резервна овлашћења.
- Сматра се да је принцип да овај савет мора да служи легитимној сврси ствар закона: Савет синдиката државних службеника против министра за државну службу.
- Принцип да савет не сме да осујети улогу парламента у позивању премијера на одговорност је такође питање закона: Р (Милер) против премијера и Цхерри против генералног правобраниоца Шкотске.
- Премијер је лидер партије (или коалиције партија) са апсолутном већином места у Доњем дому и стога највероватније има подршку Доњег дома.
- Тамо где ниједна партија или коалиција нема апсолутну већину, лидеру странке са највише места у Заједници даје се прва прилика да тражи формирање владе. Ову конвенцију је потврдио Ник Клег, лидер Либерално-демократске партије, да би оправдао тражење коалиције са конзервативцима уместо са лабуристима (који осим тога не би могли да формирају већину без других партија) у висем парламенту након генералне одлуке 2010. избори.
- Сви новчаници морају да потичу из Доњег дома.
- Монарх даје краљевску сагласност на све законе - понекад се окарактеришу као сви закони донети у доброј вери. Могуће је да би министри могли да саветују да не дају сагласност, као што се дешава са зависницима од круне (конвенција од раног 18. века – раније су монарси одбијали или ускраћивали краљевску сагласност).
- Премијер би требало да буде члан било којег дома парламента (између 18. века и 1963. године).
- До 1963. године ова конвенција је еволуирала у смислу да ниједан премијер не би требало да долази из Дома лордова, због недостатка демократског легитимитета лордова. Када је последњи премијерски вршњак, гроф од Хомеа, преузео дужност, одрекао се свог вршњака, и пошто је сер Алек Даглас-Хоме постао посланик.
- Премијер може привремено обављати функцију док није члан парламента, на пример током општих избора или, у случају Даглас-Хома, између подношења оставке на место лордова и избора у Заједницу на допунским изборима.
- Сви чланови кабинета морају бити чланови Тајног савета, пошто је кабинет одбор савета. Даље, одређени високи чланови кабинета у сенци лојалне опозиције такође су постављени за тајне саветнике, тако да се осетљиве информације могу делити са њима „под условима Тајног савета“..[18]
- Дом лордова не би требало да одбије буџет који је усвојио Доњи дом. Ово је контроверзно прекинуо 1909. године од стране Дома лордова, који је тврдио да је Конвенција повезана са другом Конвенцијом да Цоммонс неће увести предлог закона који 'напада' колеге и њихово богатство. Лордови су тврдили да је Цоммонс прекршио ову конвенцију у „Народном буџету“ канцелара финансија Дејвида Лојда Џорџа, оправдавајући лордско одбијање буџета. Цоммонс је оспорио постојање повезане конвенције. Као последица тога, овлашћења лордова у погледу буџета су у великој мери смањена, укључујући и уклањање њихове моћи да одбаце предлог закона, Законом о парламенту из 1911.
- Током општих избора, ниједна већа странка не може ставити противника против председника који тражи реизбор. Ова конвенција није поштована током општих избора 1987. године, када су и Лабуристичка партија и Социјалдемократска партија поставиле кандидате против бившег конзервативног председника, Бернарда Ведерила, који је био посланик за Цроидон Нортх Еаст. Шкотска национална партија (СНП) се противи председнику који представља шкотску изборну јединицу, као што је био случај са Мајклом Мартином, председником од 2000. до 2009. године.[19]
- Вестминстерски парламент доносиће законе само у вези са Шкотском или Велсом о резервисаним питањима. Неће доносити законе о нерезервисаним питањима („децентрализована питања“) без претходног тражења сагласности шкотског парламента (од 1999., Севел конвенција, касније преименована у предлоге за законодавну сагласност) или Сенеда Сајмруа (од Закона о Велсу из 2017.).
- Дом лордова се неће противити законима из Доњег дома који је био део владиног манифеста (Солзберијске конвенције).

### Сједињене Америчке Државе
- Председник Сједињених Држава ће се обратити лично, пре заједничке седнице Конгреса, и то ће чинити сваке године осим прве године новог мандата (у којој инаугурационо обраћање председника слободно стоји уместо њега). Ову праксу су следили Џорџ Вашингтон и Џон Адамс, али ју је напустио Томас Џеферсон и није настављена све до 1913. године, када је Вудро Вилсон лично предао своје обраћање о стању у Унији. Устав захтева од председника да "с времена на време" даје најновије информације о стању у Унији, али се не наводе никакви детаљи. Говори су емитовани на радију од 1923. и 1947. године; последња порука о стању Уније која је испоручена само у писаној форми била је 1981. од стране Џимија Картера током његовог периода хроме патке.
- Већина начина на који кабинет Сједињених Држава функционише диктира конвенција; њене операције су само нејасно алудиране у уставу САД.
- Док се од чланова Представничког дома Сједињених Држава тражи да живе само у држави коју представљају, генерално се очекивало да и они живе у округу који представљају, иако постоје неки изузеци; Ален Вест је изабран 2010. представљајући округ у близини оног у коме је живео.
- Председник Сједињених Држава ће добити сагласност оба сенатора државе пре него што именује тужиоца Сједињених Држава, федералног окружног судију или федералног маршала са јурисдикцијом у тој држави.
- Званичници кабинета и други главни извршни службеници дају оставке и бивају замењени када нови председник преузме дужност, осим ако нови председник изричито не затражи да остане на тој функцији.
- Предсједавајући Дома је увијек посланик који води већинску странку, иако Устав не прецизира да предсједавајући мора бити члан већа. Такође по обичају, председавајући не гласа (осим да прекине нерешено).
- Провремени председник Сената Сједињених Држава је највиши сенатор већинске странке.
- Чланови електорског колегијума се обавезују да ће гласати за одређеног председничког кандидата и бирају се путем народног гласања са именом кандидата, а не нужно и бирача, на гласачком листићу.
- Правила Сената захтевају већину од 60 гласова да се позове на затварање, односно да се прекине дебата о предлогу закона и примора на гласање. Сенат би могао да ревидира своја правила у било ком тренутку, а правила за сваку седницу Дома и Сената се обично постављају на почетку сваког изабраног Конгреса. У Сенату, према садашњим правилима, филибастер је доступан као оруђе довољно великој мањини да на неодређено време блокира сваку меру коју сматра неприхватљивом.